# 競走中止
競走中止（きょうそうちゅうし）とは、競馬の競走において発走委員の真正な発走合図により競走が開始されたものの、決勝線に到達しなかった場合を指す。

## 概要
競走中止は、基本的には、真正な発走合図（ゲート扉の開くこと）があったにもかかわらず、ゲートを出なかった場合、また競走中に騎手が馬上から落馬した場合や競走馬の馬体に故障が発生した場合などに競走から離脱し、決勝線（ゴール）に到達しなかった場合を指す。
しかし落馬した際に馬上が無人のまま馬だけの状態である「空馬」が、決勝線に到達する場合があるが、この場合は騎手が落馬した時点で競走中止とみなされるため、着順は与えられない。
また、騎手が馬体の異変に気づき競走を中止する場合や、 転倒により競走中止する場合もある。転倒する場合は他馬との接触が原因のこともあり、接触前は健常でも結果的に故障に結びつくこともある。馬が転倒すると騎手は落馬し、場合によっては死に至ることもある。また、馬に異状が見られると予後不良と診断され安楽死の措置が執られることも少なくない。いずれにせよ、競走中止が発生すると周囲の他馬の騎手は注意を払って競走を進め、馬の故障の有無の確認や騎手や馬の救助が優先される。人馬共に異常がないにもかかわらず、騎手が意図的に競走を中止した場合は、不正行為と見なされ、競走中止ではなく失格となり、騎手に対して重い騎乗停止処分が課される。
落馬による競走中止は特に新馬戦や障害競走に多い。新馬戦はレース経験のない馬が出走するため急な動きが多いためであり、障害競走は障害の飛越の際に失敗して落馬したり、競走中に障害を飛越することを拒否することがあるためである。
なお、競走中止となった場合には、出走取消や競走除外の場合とは異なり、その馬の勝馬投票券は返還（買戻し）されない。

## 競走中止の例
- 1967年のアメリカのハリウッド金杯では出走直後に騎手を振り落としたO'hara（オハラ）が騎手がいないにもかかわらず巧みな走行をして一着入線したが、失格となった。
- 1978年の第77回天皇賞では、プレストウコウに騎乗していた郷原洋行が1周目3コーナーで鞍ズレを起こし、発生後も減速しながら進んだものの、2周目向正面の直線で競走を中止した。プレストウコウには異状はなかった。馬の故障や騎手の落馬以外での競走中止は極めて稀な部類である。
- 2002年の第63回菊花賞でノーリーズンがスタート直後につまずき鞍上の武豊が落馬、競走中止になる。なおノーリーズンはこのレースで一番人気だった事もあり110億円近い馬券が紙屑となった[3]。
- 2008年のエリザベス女王杯にてポルトフィーノがスタート直後につまづいて武豊が落馬。競走中止となったが、同馬はそのまま走り続け1位で入線した。空馬での1位入線はGI競走では史上初の出来事であった[4]。
- 2010年1月11日の中山第4レース、3歳新馬戦において、ノボプロジェクトが4コーナーで斜行しフォルメンが落馬。その影響が後続に及びフォルメンを含む9頭が落馬、競走中止となった。レースは審議となり、1位入線のノボプロジェクトは失格となった（詳細は「9頭落馬事故」を参照）。
- 2021年の札幌記念にてバイオスパークの手綱の一部がスタート時に口に絡まり、制御不能となったため1コーナー手前で競走中止となった[5]。
- 2022年の天皇賞（春）にてシルヴァーソニックがスタート直後につまずき、鞍上の川田将雅が落馬。同馬は空馬のまま2位入線し、外ラチに衝突し転倒するまで走り続けた（馬体に異常はなかった）[6]。
- 2023年京都記念にてエフフォーリアが4コーナーに差し掛かる頃に後退していきゴール手前で競走中止となった。エフフォーリアはその後心房細動を発生させていたことがJRAから発表された。
- 2024年の小倉第5レース、障害未勝利戦にて、障害初挑戦となるコマンドラインがスタート時にゲート内で膠着し、そのまま競走中止。JRAの裁定委員会の議定があるまでの出走停止処分を受けた[7]。
- 2024年、イギリスのダービーステークスにてヴォイッジがスタート直後につまづき、鞍上のパット・ドブスが落馬。競走中止となったが、同馬はそのまま馬群と並走し、ゴール前の直線で優勝馬シティオブトロイを抜き去り、1位で入線した。